# Maratecoara
Maratecoara ist eine Gattung der Saisonfische aus der Familie Rivulidae und gehört zur Gruppe der Eierlegenden Zahnkarpfen. Die Arten dieser Gattung bewohnen temporäre Gewässer in den brasilianischen Flussbecken des Rio Xingu, Rio Araguaia und Rio Tocantins.

## Merkmale
Die Arten der Gattung Maratecoara unterscheiden sich von Arten der anderen Gattungen des Tribus Plesiolebiasini durch die Morphologie der Männchen. Die Männchen besitzen deutlich längere Rücken- und Afterflossen, dessen Spitzen den hinteren Rand der Schwanzflosse überragen und eine lanzettliche Schwanzflosse, dessen Spitze fadenförmig ausgezogen ist, sowie eine blau schillernde bis zum vorderen Teil der Brustflosse reichende Kiemenmembran und metallisch blaue Flanken, welche orange-goldenen Flecken aufweisen.

## Arten
Die Gattung Maratecoara umfasst folgende vier Arten:
- Maratecoara formosa Costa & Brasil, 1995
- Maratecoara gesmonei Nielsen, Martins & Britzke, 2014
- Maratecoara lacortei (Lazara, 1991)
- Maratecoara splendida Costa, 2007